# Rock Band 2
Rock Band 2 es la secuela del videojuego producido por Harmonix Music Systems, publicado por MTV Games y distribuido por Electronic Arts, Rock Band. Está disponible para las consolas PlayStation 2, PlayStation 3, XBox 360 y Wii. Al igual que su predecesor, Rock Band ofrece a los jugadores armar una banda musical de cuatro integrantes/jugadores, en el que se les permite tocar la guitarra, bajo, batería y cantar con un micrófono.

## El juego
La forma de jugar al Rock Band 2 casi no ha cambiado de la del Rock Band. Los jugadores deben usar periféricos que simulan al instrumento que tocan en la canción interpretada, y deben tocar notas que aparecen en una barra vertical hacia ellos. Rock Band 2 contiene un modo de un solo jugador, en el que uno toca uno de los cuatro instrumentos, y un modo multijugador, en el que se puede jugar con cualquiera de los otros instrumentos y formar una banda.
Durante la interpretación de las canciones, en la pantalla parecen tres barras verticales en
las que las «notas» son mostradas y se van moviendo al jugador. Cada barra es para cada instrumento, a excepción de la del cantante, que se muestra arriba horizontalmente, con la letra de la canción y una línea verde que representa en qué tono
debe cantar.
En el modo multijugador, se debe acertar a las notas para subir el puntaje y para que suba
el Band Meter, que aparece al costado izquierdo de la pantalla y muestra que tan bien está
tocando la banda. También pueden aparecer unas notas blancas (si se juega con el cantante, la
línea verde se torna amarilla) que, si se aciertan a todas de ellas, el jugador puede obtener
Energía. Cuando la barra de Energía se llena a la mitad, pueden hacer un Overdrive, el cual
sirve para duplicar los puntos obtenidos y para hacer que el Band Meter suba más
rápidamente. También sirve para «salvar» a un integrante de la banda que haya perdido.
Al final de la canción, cada jugador puede encontrarse con cinco barras de los colores de las
notas, momento denominado «Big Rock Ending», y allí, los jugadores deben tocar cualquier nota, ya que
es una sección de improvisación para terminar la canción.
Si los jugadores fallan mucho a las notas, su Band Meter empieza a bajar hasta que terminan
por perder la canción, teniendo que empezarla de nuevo desde el principio.

## Lista de canciones
Todas las canciones son las originales, no hay ningún cover. Son en total 84 canciones, categorizadas por dificultad en el juego (Desde ningún punto si son las más fáciles hasta 5 puntos rojos si son las más difíciles. Variando dependiendo del instrumento). También se puede elegir la dificultad de la canción entre: Fácil, Medio, Difícil y Experto. Hay incluidas 9 canciones bonus en la lista general, no como en las otras entregas de Guitar Hero o de Rock Band. Normalmente, las canciones bonus son canciones de bandas cuyos
integrantes son empleados de la Harmonix Music Systems. Además de las canciones incluidas en el juego hay casi 2000 pistas totalmente oficiales para descargar mediante el «Rock Band Music Store» de casi todos los géneros musicales. Para esta entrega se incluyó una función especial que permitirá al poseedor del juego «Rock Band» original importar la mayoría de las canciones a «Rock Band 2» a excepción de tres en las cuales se encuentra «Enter Sandman» de Metallica.
| Título de la Canción                     | Artista                                        | Década | Estilo           |
| ---------------------------------------- | ---------------------------------------------- | ------ | ---------------- |
| «A Jagged Gorgeous Winter»               | The Main Drag                                  | 2000s  | Indie Rock       |
| «Ace of Spades '08»                      | Motörhead                                      | 1980s  | Metal            |
| «Alabama Getaway»                        | Grateful Dead                                  | 1980s  | Rock Clásico     |
| «Alex Chilton»                           | The Replacements                               | 1980s  | Rock             |
| «Alive»                                  | Pearl Jam                                      | 1990s  | Grunge           |
| «Almost Easy»                            | Avenged Sevenfold                              | 2000s  | Metal            |
| «American Woman»                         | The Guess Who                                  | 1970s  | Rock Clásico     |
| «Any Way You Want It»                    | Journey                                        | 1980s  | Rock Clásico     |
| «Aqualung»                               | Jethro Tull                                    | 1970s  | Rock Progresivo  |
| «Bad Reputation»                         | Joan Jett                                      | 1980s  | Punk             |
| «Battery»                                | Metallica                                      | 1980s  | Metal            |
| «Bodhisattva»                            | Steely Dan                                     | 1970s  | Rock Clásico     |
| «Carry On Wayward Son»                   | Kansas                                         | 1970s  | Rock Progresivo  |
| «Chop Suey!»                             | System of a Down                               | 2000s  | Nu-Metal         |
| «Colony of Birchmen»                     | Mastodon                                       | 2000s  | Metal            |
| «Come Out and Play (Keep 'Em Separated)» | The Offspring                                  | 1990s  | Punk             |
| «Conventional Lover»                     | Speck                                          | 2000s  | Pop-Rock         |
| «Cool for Cats»                          | Squeeze                                        | 1970s  | New Wave         |
| «De-Luxe»                                | Lush                                           | 1990s  | Rock Alternativo |
| «Down with the Sickness»                 | Disturbed                                      | 2000s  | Nu-Metal         |
| «Drain You»                              | Nirvana                                        | 1990s  | Grunge           |
| «E-Pro»                                  | Beck                                           | 2000s  | Rock Alternativo |
| «Everlong»                               | Foo Fighters                                   | 1990s  | Rock Alternativo |
| «Eye of the Tiger»                       | Survivor                                       | 1980s  | Rock             |
| «Feel the Pain»                          | Dinosaur Jr.                                   | 1990s  | Rock Alternativo |
| «Float On»                               | Modest Mouse                                   | 2000s  | Indie Rock       |
| «Get Clean»                              | Anarchy Club                                   | 2000s  | Metal            |
| «Girl's Not Grey»                        | AFI                                            | 2000s  | Rock Alternativo |
| «Give It All»                            | Rise Against                                   | 2000s  | Punk             |
| «Give It Away»                           | Red Hot Chili Peppers                          | 1990s  | Rock Alternativo |
| «Go Your Own Way»                        | Fleetwood Mac                                  | 1970s  | Rock Clásico     |
| «Hello There»                            | Cheap Trick                                    | 1970s  | Rock             |
| «Hungry Like the Wolf»                   | Duran Duran                                    | 1980s  | Pop-Rock         |
| «I Was Wrong»                            | Social Distortion                              | 2000s  | Punk             |
| «Kids in America»                        | The Muffs                                      | 1990s  | Pop-Rock         |
| «Lazy Eye»                               | Silversun Pickups                              | 2000s  | Indie Rock       |
| «Let There Be Rock»                      | AC/DC                                          | 1970s  | Rock             |
| «Livin' on a Prayer»                     | Bon Jovi                                       | 1980s  | Rock             |
| «Lump»                                   | The Presidents of the United States of America | 1990s  | Pop-Rock         |
| «Man in the Box»                         | Alice in Chains                                | 1990s  | Grunge           |
| «Master Exploder»                        | Tenacious D                                    | 2000s  | Metal            |
| «Mountain Song»                          | Jane's Addiction                               | 1980s  | Rock Alternativo |
| «My Own Worst Enemy»                     | Lit                                            | 1990s  | Pop-Rock         |
| «New Kid in School»                      | The Donnas                                     | 2000s  | Rock             |
| «Night Lies»                             | Bang Camaro                                    | 2000s  | Rock             |
| «Nine in the Afternoon»                  | Panic at the Disco                             | 2000s  | Pop-Rock         |
| «One Step Closer»                        | Linkin Park                                    | 2000s  | Nu-Metal         |
| «One Way or Another»                     | Blondie                                        | 1970s  | Pop-Rock         |
| «Our Truth»                              | Lacuna Coil                                    | 2000s  | Metal            |
| «Painkiller»                             | Judas Priest                                   | 1990s  | Metal            |
| «Panic Attack»                           | Dream Theater                                  | 2000s  | Metal progresivo |
| «PDA»                                    | Interpol                                       | 2000s  | Indie Rock       |
| «Peace Sells»                            | Megadeth                                       | 1980s  | Metal            |
| «Pinball Wizard»                         | The Who                                        | 1960s  | Rock Clásico     |
| «Pretend We're Dead»                     | L7                                             | 1990s  | Grunge           |
| «Psycho Killer»                          | Talking Heads                                  | 1970s  | New Wave         |
| «Pump It Up»                             | Elvis Costello                                 | 1970s  | Rock             |
| «Ramblin' Man»                           | The Allman Brothers Band                       | 1970s  | Rock             |
| «Rebel Girl»                             | Bikini Kill                                    | 1990s  | Punk             |
| «Rob the Prez-O-Dent»                    | That Handsome Devil                            | 2000s  | Rock             |
| «Rock'n Me»                              | Steve Miller Band                              | 1970s  | Rock Clásico     |
| «Round and Round»                        | Ratt                                           | 1980s  | Metal            |
| «Shackler's Revenge»                     | Guns N' Roses                                  | 2000s  | Rock             |
| «Shooting Star»                          | Bad Company                                    | 1970s  | Rock Clásico     |
| «Shoulder to the Plow»                   | Breaking Wheel                                 | 2000s  | Metal            |
| «So What'cha Want»                       | Beastie Boys                                   | 1990s  | Rock             |
| «Souls of Black»                         | Testament                                      | 1990s  | Metal            |
| «Spirit in the Sky»                      | Norman Greenbaum                               | 1960s  | Rock Clásico     |
| «Spoonman»                               | Soundgarden                                    | 1990s  | Grunge           |
| «Supreme Girl»                           | The Sterns                                     | 2000s  | Pop-Rock         |
| «Tangled Up in Blue»                     | Bob Dylan                                      | 1970s  | Rock Clásico     |
| «Teen Age Riot»                          | Sonic Youth                                    | 1980s  | Rock Alternativo |
| «Testify»                                | Rage Against the Machine                       | 1990s  | Rock Alternativo |
| «That's What You Get»                    | Paramore                                       | 2000s  | Pop-Punk         |
| «The Middle»                             | Jimmy Eat World                                | 2000s  | Pop-Rock         |
| «The Trees» (Vault Edition)              | Rush                                           | 1970s  | Rock Progresivo  |
| «Today»                                  | Smashing Pumpkins                              | 1990s  | Rock Alternativo |
| «Uncontrollable Urge»                    | Devo                                           | 1980s  | New Wave         |
| «Visions»                                | Abnormality                                    | 2000s  | Metal            |
| «We Got the Beat»                        | The Go-Go's                                    | 1980s  | Pop-Rock         |
| «Welcome to the Neighborhood»            | Libyans                                        | 2000s  | Punk             |
| «Where'd You Go?»                        | The Mighty Mighty Bosstones                    | 1990s  | Rock Alternativo |
| «White Wedding (Parte 1)»                | Billy Idol                                     | 1980s  | Rock             |
| «You Oughta Know»                        | Alanis Morissette                              | 1990s  | Pop-Rock         |

## Contenido Descargable/ Track Packs
El juego contiene Contenido Descargable (DLC), y se pueden comprar canciones desde el XBOX Live Market, la PlayStation Store y por primera vez la incursión de una Online In Game Store en el Nintendo Wii (opción que su título predecesor Rock Band para esta plataforma no estuvo incluida).
Las canciones que salieron para descargar en Rock Band son totalmente compatibles con Rock Band 2.
Otro medio de obtener tracks es por medio de títulos llamados Track Packs los cuales son discos con canciones que ya salieron previamente como Contenido Descargable (DLC) y pueden exportarse a Rock Band y Rock Band 2 mediante un código especial que trae el manual (Nota: esto es exclusivo solo en XBOX360 y PlayStation 3).
- La lista de Track Packs:

Rock_band_track_pack

## Rock Band Export Key
Una ventaja para los poseedores del título original Rock Band es que se pueden exportar la mayoría de las canciones del título original a un precio razonable via XBOX Live Market (400 Microsoft Points) o via PlayStation Store ($4.99 USD). Una vez que se obtiene la llave de exportación (Export Key) en el título original Rock Band saldrá en el menú principal una opción para exportar las canciones del título original a Rock Band 2 incluyendo futuros títulos de Rock Band. (Nota: Requieres de una conexión a Internet, llave de exportación adquirida y 1.5 GB de espacio en tu HDD / Solo es posible exportar 55 canciones de las 58 disponibles, las 3 canciones no exportables son: Enter Sandman de Metallica, Paranoid de "As Made Famous By Black Sabbath" y Run To The Hills de "As Made Famous By Iron Maiden" / Este procedimiento no está disponible para los usuarios de Nintendo Wii)
Nota: "Actualmente la opción de exportación del primer titulo de Rock Band (XBOX360/PlayStation 3) ya no se encuentra disponible debido a licencias expiradas"

## Premios
- IGN Lo Mejor del 2008.
  - Mejor juego de música/ritmo para la XBOX 360.
  - Mejor juego de música/ritmo para la PlayStation 3.
  - Mejor juego familiar (XBOX 360).
  - Mejor juego multijugador local/online (XBOX 360).
- 2008 Spike Video Games Awards
  - Mejor juego musical
  - Mejor banda sonora
- GameSpot Lo Mejor del 2008
  - Mejor juego de música/ritmo